# Abyssocladia dominalba
Abyssocladia dominalba är en svampdjursart som beskrevs av Jean Vacelet 2006. Abyssocladia dominalba ingår i släktet Abyssocladia och familjen Cladorhizidae.
Artens utbredningsområde är havet kring Fiji. Inga underarter finns listade i Catalogue of Life.